# IMDS
IMDS (англ. International Material Data System) — позначення для міжнародної інформаційної системи, яка забезпечує автомобілебудівників та їх партнерів інформацією про всі матеріали, що використовуються в деталях та вузлах автомобіля.

## Опис
Поштовхом до створення IMDS стало ухвалене 1997 року рішення Союзу німецьких автомобілебудівників (VDA) використовувати єдиний формат, придатний для обміну інформацією про застосовувані матеріали вздовж усього ланцюжка постачання.
На момент заснування у червні 2000, в IMDS співпрацювали Audi, BMW, Daimler, EDS (нині частина DXC Technology, адміністратор системи), Ford, Opel, Porsche, Volkswagen та Volvo. Після того перелік виробників та постачальників транспортних засобів, що беруть участь у проєкті, значно зріс.
Далі була директива 2000/53/EG Європейської ради та Європейського парламенту від 18 вересня 2000 року про транспортні засоби, що вийшли зі вжитку. Після цієї директиви Німеччина прийняла положення про утилізацію автомобілів, яке зобов'язує автовиробників від 2002 року перероблювати 85 % ваги автомобілів. До січня 2015 року обсяг переробки мав досягти 95 %.
У низці інших держав також існують норми, директиви і закони, що вимагають від виробників, з метою регулювання процесів переробки, повного інформування щодо використовуваних ними матеріалів.
Для створення електронної бази даних із відповідними властивостями — можливістю використання через інтернет, високою швидкістю, ефективністю, надійною системою захисту — залучили компанію Electronic Data Systems (EDS). Нині, у зв'язку з придбанням EDS, підтримку та хостинг системи IMDS здійснює компанія Hewlett-Packard.
Членство та використання IMDS є для автомобілебудівних компаній платним, для постачальників автокомпонентів та матеріалів — безплатним.
Членами IMDS є такі автомобілебудівні компанії: BMW, Daimler, Chrysler, Fiat, Ford, Fuji Heavy Industries, General Motors, Hyundai, Isuzu, Mazda, Mitsubishi, Nissan, Nissan Diesel, Renault, Porsche, SsangYong Motor Company, Suzuki, Toyota, Volkswagen, Volvo Car Corporation, Volvo Group.